# Sainte-Reine (Sabaudia)
Sainte-Reine – miejscowość i gmina we Francji, w regionie Owernia-Rodan-Alpy, w departamencie Sabaudia.
Według danych na rok 1990 gminę zamieszkiwało 138 osób, a gęstość zaludnienia wynosiła 9 osób/km² (wśród 2880 gmin regionu Rodan-Alpy Sainte-Reine plasuje się na 1483. miejscu pod względem liczby ludności, natomiast pod względem powierzchni na miejscu 752.).